# Nouaillé-Maupertuis
Nouaillé-Maupertuis település Franciaországban, Vienne megyében. Lakosainak száma 2955 fő (2022. január 1.). Nouaillé-Maupertuis Mignaloux-Beauvoir, Nieuil-l’Espoir, Roches-Prémarie-Andillé, Saint-Benoît, Smarves és La Villedieu-du-Clain községekkel határos.

## Népesség
A település népességének változása:
| Lakosok száma | 2751 | 2745 | 2816 | 2751 | 2799 | 2847 | 2895 | 2926 | 2955 |
|               | 2013 | 2015 | 2016 | 2017 | 2018 | 2019 | 2020 | 2021 | 2022 |